# Pont-Audemer (Pont-Audemer)
Pont-Audemer è un ex comune francese, situato nel dipartimento dell'Eure nella regione della Normandia. A partire dal 1º gennaio 2018 è stato soppresso e fuso con Saint-Germain-Village nel nuovo comune di Pont-Audemer, diventando quindi un "comune delegato".

## Società

### Evoluzione demografica
Abitanti censiti